# Condado de Urquijo
El condado de Urquijo es un título nobiliario pontificio, otorgado el 24 de enero de 1907 por el papa Pío X a favor de Adolfo Gabriel de Urquijo e Ybarra.
Su uso fue autorizado en España el 30 de marzo de 1951.

## Desambiguación
El mismo año de 1907, su hermano Julio Gabriel obtuvo un título con idéntica denominación, conde de Urquijo, otorgado por el pretendiente carlista Carlos VII. Por tanto, ambos hermanos ostentaron sendos condados con la misma denominación, uno de origen carlista y el otro de origen pontificio. 
Tras el fallecimiento de ambos hermanos sin descendencia, ambos títulos pasaron a su sobrino Ignacio de Urquijo y Olano (1907-2002), hijo de José de Urquijo e Ibarra, hermano de los primeros condes.
El título pontificio fue Autorizado su uso en España en 1951, manteniendo la original denominación. Tras el fallecimiento en 2002 de su autorizado, don Ignacio de Urquijo y Olano, el título permanece vacante a la espera de sucesión pontificia y autorización de uso española.
Por otro lado, el título carlista fue reconocido como título del reino en 1955, con la vigente denominación de Condado de Ospín de Urquijo. El título continua en vigor.

## Armas
«Escudo partido: 1º, en campo de plata, cinco panelas, de sinople, puestas en aspa; bordura de sinople con trece estrellas, de oro; 2º, en campo de sinople, una cruz de oro, floreteada y hueca, cargada de cinco panelas de gules.»

## Condes de Urquijo
|                                          | Titular                                | Periodo                                |
| Creación por el Papa San Pío X en 1907   | Creación por el Papa San Pío X en 1907 | Creación por el Papa San Pío X en 1907 |
| ---------------------------------------- | -------------------------------------- | -------------------------------------- |
| I                                        | Adolfo Gabriel de Urquijo e Ybarra     | 1907-1933                              |
| Autorización de su uso en España en 1951 |                                        |                                        |
| II                                       | Ignacio de Urquijo y Olano             | 1951-2002                              |
| Vacante                                  |                                        |                                        |

## Historia de los condes de Urquijo
- Adolfo Gabriel de Urquijo e Ybarra(1866-1933), I conde de Urquijo.

Casó en 1888 con Antonia María Martínez de las Rivas y Tracy. Le sucedió su sobrino (hijo de su hermano José de Urquijo e Ybarra, y de su esposa María de la Concepción de Olano y Abaitua):
Autorizado su uso en España en 1951 a favor de
- Ignacio de Urquijo y Olano (1907-2002), II conde de Urquijo y II conde de Ospín de Urquijo (como sucesor de su tío carnal Julio Gabriel de Urquijo e Ibarra, I conde carlista de Urquijo con la vigente denominación de Ospín de Urquijo).

Sin descendencia. En el Condado de Ospín de Urquijo le sucedió su tío carnal, Juan Ramón de Urquijo y Olano, III conde de Ospín de Urquijo; y posteriormente su hijo, José María de Urquijo y Olaso, IV conde de Ospín de Urquijo, actual titular.
El Condado de Urquijo (pontificio) continua vacante desde su fallecimiento en 2002.